# Ève Francis
Pour les articles homonymes, voir Francis.
Ève Francis, de son vrai nom Èva Louise François, née à Saint-Josse-ten-Noode (Bruxelles, Belgique) le 24 août 1886 et morte à Neuilly-sur-Seine (France) le 6 décembre 1980, est une actrice, assistante de metteur en scène et critique de cinéma française. Au théâtre, elle est une des grandes interprètes de Paul Claudel et, au cinéma joue dans des films plutôt avant-gardistes de Louis Delluc, Marcel L'Herbier ou Germaine Dulac.

## Biographie
Née à Saint-Josse-ten-Noode le 24 août 1886 d’une famille française, la jeune Bruxelloise Èva Louise François, médaillée du gouvernement belge, est envoyée perfectionner ses études à Paris. Elle se passionne très jeune pour l’art de la comédie et suit les cours de Paul Mounet au conservatoire. En 1913, lors d’une matinée au théâtre Antoine, elle rencontre le poète, journaliste et homme de théâtre Louis Delluc (1890-1924) qui va devenir son pygmalion au cinéma et son mari. Ils ont une passion commune pour la littérature, la poésie et la musique.

### Paul Claudel et le théâtre
Eve Francis crée le 2 juin 1914 au théâtre de l’Œuvre L’otage de Paul Claudel. Elle joue ensuite dans L’annonce faite à Marie  et Le partage de midi et s'impose comme une des grandes interprètes du théâtre de Claudel,. Ils partagent une longue amitié et Eve Francis publie, en 1973, une biographie de l'écrivain, Un autre Claudel,.
En 1914, Paul Claudel dresse un portrait de l'actrice, rapporté dans l'ouvrage du critique littéraire, Henri Guillemin : « S'il a tant apprécié Ève Francis, c'est qu'elle possédait, disait-il, un sens inné de ce qu'il avait personnellement voulu faire et qu'il avait tout de suite constaté un accord miraculeux et comme substantiel entre la diction de cette actrice et son propre souffle, l'économie sonore de ses vers et leur texture secrète ».
Ève Francis récite des textes et poèmes de Paul Claudel en Italie dans le but d'inciter le pays à s'engager dans la Première Guerre mondiale. Paul Claudel affirme d'ailleurs dans Animus et Anima, un texte dédié à Ève Francis, « C'est grâce à nous que l'Italie est entrée dans la Première Guerre mondiale »,.
Lors d'une interview d'Ève Francis réalisée en 1978, l’entretien s'achève par la narration passionnée de ses rapports avec Paul Claudel qui a été « la personnalité la plus extraordinaire de sa vie ». En 2006, l'écrivaine Dominique Bona retrace la rencontre d'Ève Francis et de Paul Claudel dans une biographie.

### Le cinéma
La même année 1914, Eve Francis fait ses débuts au cinéma avec un petit rôle dans La dame blonde de Charles Maudru.
Elle fait apprécier le cinéma à Louis Delluc qui devient critique de films avant de passer à la réalisation.
Après sa démobilisation à la fin de la Première Guerre mondiale, Louis Delluc lui dédie son ouvrage La Danse du scalp avec la mention : « à Mahée : Toi seule pourras dire si c’est un cri de haine ou bien un cri d’amour »la source mentionnée n'est pas relevante[réf. nécessaire].
Elle épouse Louis Delluc, le 16 janvier 1918 à la mairie du 8e arrondissement de Paris, puis à l'église Saint-Philippe-du-Roule,. Ils habitent rue de Ponthieu.
En 1919, Eve Francis joue dans La fête espagnole de Germaine Dulac, sur un scénario de Louis Delluc. Par la suite, elle joue dans la plupart des films réalisés par Louis Delluc. C'est dans l’œuvre la plus connue, La Femme de nulle part (1922), l'avant-dernier qu'il réalise, qu'elle révèle tout son talent,.
Eve Francis et Louis Delluc se séparent en 1922 mais ils restent liés.

### Autres activités
Eve Francis tourne aussi plusieurs films avec Marcel L’Herbier et Germaine Dulac.
Ève Francis également assistante pour plusieurs films de Marcel L'Herbier et Michel Bernheim.
Elle rédige la chronique cinématographique du mensuel La Revue de la femme, créé en décembre 1926. Pierre Bost lui succède rapidement.
Ses souvenirs, Temps héroïques. Théâtre-cinéma, sont publiés en 1947.

### Fin de vie

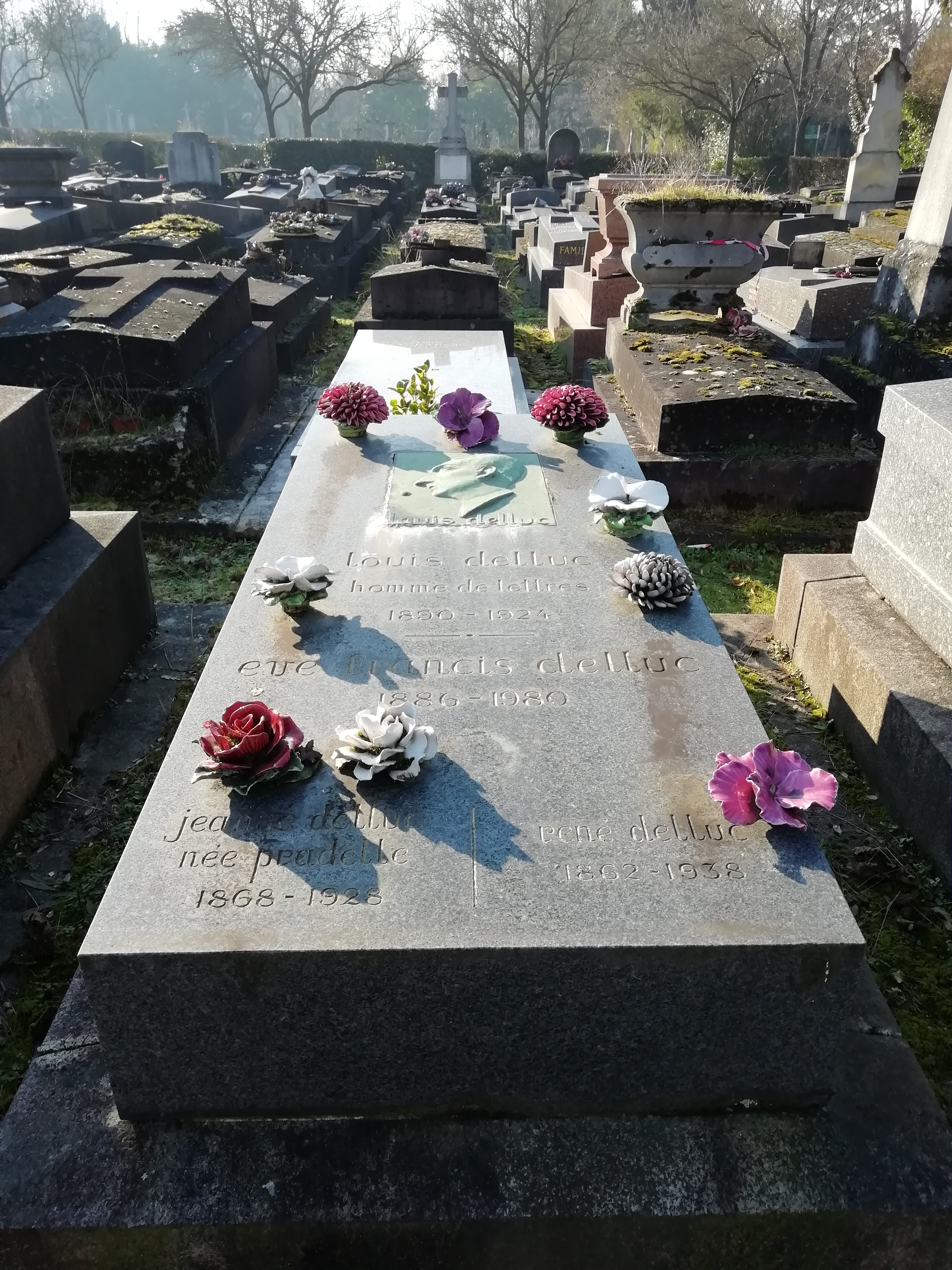
Tombe d'Ève Francis et Louis Delluc au cimetière parisien de Bagneux.

Ève Francis meurt le 6 décembre 1980, cinq ans après avoir joué un dernier rôle dans Adieu Poulet de Pierre Granier-Deferre. À l'issue d'une cérémonie en l'église Saint-Pierre de Neuilly-sur-Seine, elle est inhumée dans la sépulture de Louis Delluc (mort en 1924) au cimetière parisien de Bagneux. Bien que séparée de celui-ci depuis 1922, soit depuis cinquante-huit ans, elle le rejoint dans la sépulture dont elle avait pris soin de faire refaire et graver la pierre tombale en beau granit, ornée d’un bronze de Gabriel Spat (ru).
Une affiche lithographique la représentant, intitulée affiche de promotion de la comédienne Ève Francis, œuvre de Bernard Bécan, est conservée à la Cinémathèque française.

## Filmographie

### Actrice
- 1914 : La Dame blonde (court métrage), de Charles Maudru[14] ;
- 1916 : Un homme passa (court métrage), de Henri Roussell[1] ;
- 1917 : Le Roi de la mer, de Jacques de Baroncelli[14] ;
- 1917 : Âmes de fous (film à épisodes), de Germaine Dulac[1] ;
- 1918 : Frivolité, de Maurice Landay[14] ;
- 1918 : Le Bonheur des autres (court métrage), de Germaine Dulac[1] ;
- 1919 : La Fête espagnole, de Germaine Dulac[1] ;
- 1919 : Fumée noire, de Louis Delluc[1] ;
- 1920 : Le Silence, de Louis Delluc[14] ;
- 1921 : El Dorado, de Marcel l'Herbier[14] ;
- 1921 : Le Chemin d'Ernoa, de Louis Delluc[14] ;
- 1921 : Prométhée... banquier, de Marcel L'Herbier[14] ;
- 1921 : Fièvre (moyen métrage), de Louis Delluc : Sarah[14] ;
- 1922 : La Femme de nulle part, de Louis Delluc[15] ;
- 1923 : L'Inondation, de Louis Delluc[1] ;
- 1924 : Âme d'artiste (court métrage), de Germaine Dulac[14] ;
- 1926 : Antoinette Sabrier (court métrage), de Germaine Dulac[1] ;
- 1934 : Le Bonheur, de Marcel L'Herbier[1] ;
- 1936 : Club de femmes, de Jacques Deval[14] ;
- 1937 : Forfaiture, de Marcel L'Herbier[14] ;
- 1938 : La Brigade sauvage, de Marcel L'Herbier[1] ;
- 1939 : Yamilé sous les cèdres, de Charles d'Espinay[14] ;
- 1939 : La Mode rêvée (court métrage), de Marcel L'Herbier[14] ;
- 1940 : La Comédie du bonheur / Ecco la felicità, de Marcel L'Herbier[14] ;
- 1968 : La Boniface (téléfilm), de Pierre Cardinal[16] ;
- 1968 : Le crime de Lord Arthur Saville (téléfilm), d'André Michel[17] ;
- 1971 : Tang, d'André Michel ;
- 1974 : La Chair de l'orchidée, de Patrice Chéreau[1] ;
- 1975 : Adieu poulet, de Pierre Granier-Deferre[18].

### Assistante à la réalisation
- 1933 : L'Épervier, de Marcel L'Herbier[14] ;
- 1933 : Le Scandale, de Marcel L'Herbier[1] ;
- 1934 : Le Bonheur, de Marcel L'Herbier[14] ;
- 1934 : La Route impériale, de Marcel L'Herbier[1] ;
- 1935 : Veille d'armes, de Marcel L'Herbier[14] ;
- 1936 : La Porte du large, de Marcel L'Herbier[14] ;
- 1936 : Le Roman d'un spahi, de Michel Bernheim[19] ;
- 1936 : Les Hommes nouveaux, de Marcel L'Herbier[14] ;
- 1937 : La Citadelle du silence, de Marcel L'Herbier[14] ;
- 1937 : Forfaiture, de Marcel L'Herbier[14] ;
- 1938 : La Brigade sauvage, de Marcel L'Herbier[1] ;

## Théâtre
- 1909 : Le Roi Bombance, de Filippo Tommaso Marinetti, Théâtre Marigny[20] ;
- 1911 : L'amour en cage, d'André de Lorde, Jean Marsèle, Frantz Funck-Brentano, Théâtre de l'Athénée[21] ;
- 1914 : L'Otage, de Paul Claudel, mise en scène Lugné-Poe, Théâtre de l'Œuvre[22] ;
- 1919 : L'Enfantement du mort, de Marcel L'Herbier, Théâtre Édouard VII ;
- 1920 : L'Homme à la rose, d'Henry Bataille, mise en scène André Brulé, Théâtre de Paris ;
- 1922 : Natchalo, d'André Salmon et René Saunier, mise en scène Henri Burguet, Théâtre des Arts[23] ;
- 1922 : Rosmersholm, d'Henrik Ibsen, trad. de Maurice Prozor, Théâtre de l'Œuvre[24] ;
- 1922 : Terre inhumaine, de François de Curel, mise en scène Julien Lacroix, Théâtre des Arts[25] ;
- 1924 : Ma femme danseuse, comédie en 3 actes de Louis Delluc, Théâtre des Mathurins
- 1928 : Le Renard bleu, de François Herczeg, mise en scène Alexandre Arquillière, Théâtre de la Potinière ;
- 1935 : Le Procès d'Oscar Wilde, de Maurice Rostand, Théâtre de l'Œuvre ;
- 1937 : L'échange, de Paul Claudel, mise en scène Georges Pitoëff, Théâtre des Mathurins[26] ;
- 1972 : Le Directeur de l'Opéra, de Jean Anouilh, mise en scène de l'auteur et Roland Piétri, Comédie des Champs-Élysées.

## Publications
- Temps héroïques. Théâtre-cinéma, Paris, Denoël, 1949, préface de Paul Claudel
- Un autre Claudel, Paris, Grasset, 1973 340 p.  (ISBN 978-2246850151)

## Source et références

### Source
- Gilles Delluc et Brigitte Delluc, « 23e colloque des amis de Cadouin : Louis Delluc. Homme de lettres, cinéaste et malade » [PDF], sur amisdecadouin.com, 4 juillet 2017 (consulté le 3 mars 2021), p. 56 sur 80

### Vidéo
- [vidéo] Archives du XXe siècle : Pierre Beuchot, « Portrait et entretien : Ève Francis », sur madelen.ina.fr, 29 août 1978 (consulté le 3 mars 2021).